# عزلة الكويرة

تعديل مصدري - تعديل

عزلة الكويرة هي إحدى عزل مديرية الشمايتين في محافظة تعز اليمنية ويبلغ تعداد سكانها 1154 نسمة حسب التعداد السكاني في اليمن لعام 2004م.